# Raiffeisenbank am Kulm
Die Raiffeisenbank am Kulm eG ist eine Genossenschaftsbank mit Sitz in der bayerischen Gemeinde Speichersdorf im Landkreis Bayreuth.

## Geschichte
Die heutige Raiffeisenbank am Kulm eG wurde am 27. Januar 1894 gegründet. Die verschiedenen Verschmelzungen kleiner genossenschaftlicher Institute in der Region waren die Wegbereiter der heutigen Genossenschaftsbank.
Die damalige Raiffeisenbank am Kulm eGmbH entstand am 30. Dezember 1970 durch die Fusion der Raiffeisenkasse Neustadt am Kulm eGmbH mit dem Sitz in Neustadt am Kulm mit der Raiffeisenbank Speichersdorf - Kirchenlaibach eGmbH mit dem Sitz in Speichersdorf. Die letzte Fusion fand am 16. Juni 1977 mit der Raiffeisenkasse Mockersdorf - Wirbenz eG mit dem Sitz in Mockersdorf statt.
Bereits zuvor fanden folgende Fusionen statt:
- 28. April 1967 - Fusion der Raiffeisenbank Speichersdorf eGmbH (gegründet am 30. Juli 1914) mit der Raiffeisenkasse Tressau eGmbH mit dem Sitz in Tressau.
- 4. Juni 1968 - Fusion der Raiffeisenbank Speichersdorf eGmbH mit der Raiffeisenkasse Kirchenlaibach eGmbH (gegründet am 27. Januar 1894) mit dem Sitz in Kirchenlaibach zur Raiffeisenbank Speichersdorf - Kirchenlaibach eGmbH.
- 1969 - Fusion der Raiffeisenkasse Mockersdorf eGmbH (gegründet am 27. März 1897) mit der Raiffeisenkasse Wirbenz eGmbH mit dem Sitz in Wirbenz zur Raiffeisenkasse Mockersdorf - Wirbenz eGmbH.[5]

## Rechtsverhältnisse
Die Raiffeisenbank am Kulm eG ist im Genossenschaftsregister beim Amtsgericht Bayreuth unter GnR 104 eingetragen.

## Organisationsstruktur
Rechtsgrundlagen sind das Genossenschaftsgesetz und die durch die Generalversammlung beschlossene Satzung. Organe der Bank sind der Vorstand, der Aufsichtsrat und die Generalversammlung.

## Sicherungseinrichtung
Die Raiffeisenbank am Kulm eG ist der amtlich anerkannten Sicherungseinrichtung des Bundesverbandes der Deutschen Volksbanken und Raiffeisenbanken GmbH und der zusätzlichen freiwilligen Sicherungseinrichtung des Bundesverbandes der Deutschen Volksbanken und Raiffeisenbanken e.V. angeschlossen.

## Geschäftsausrichtung
Die Raiffeisenbank am Kulm eG betreibt das Universalbankgeschäft. Im Verbundgeschäft arbeitet sie mit der DZ Bank, R+V Versicherung, Bausparkasse Schwäbisch Hall, Teambank, VR Leasing,  DZ Hyp und der Union Investment zusammen.

## Geschäftsgebiet
Das Geschäftsgebiet liegt im Osten des Landkreises Bayreuth sowie im Nordwesten des Landkreises Neustadt an der Waldnaab. Ihr Geschäftsgebiet umfasst die Gemeinde Speichersdorf, Teilbereiche der Gemeinde Kirchenpingarten sowie die Stadt Neustadt am Kulm. Mit aktuell noch zwei Geschäftsstellen zählt die Raiffeisenbank am Kulm eG zu den kleineren Genossenschaftsbanken Bayerns.
An diesen Orten betreibt die Bank Filialen:
- Speichersdorf (Hauptstelle, jur. Sitz)
- Neustadt am Kulm (Geschäftsstelle)